# Évaporation
Pour les articles homonymes, voir Évaporation (homonymie).

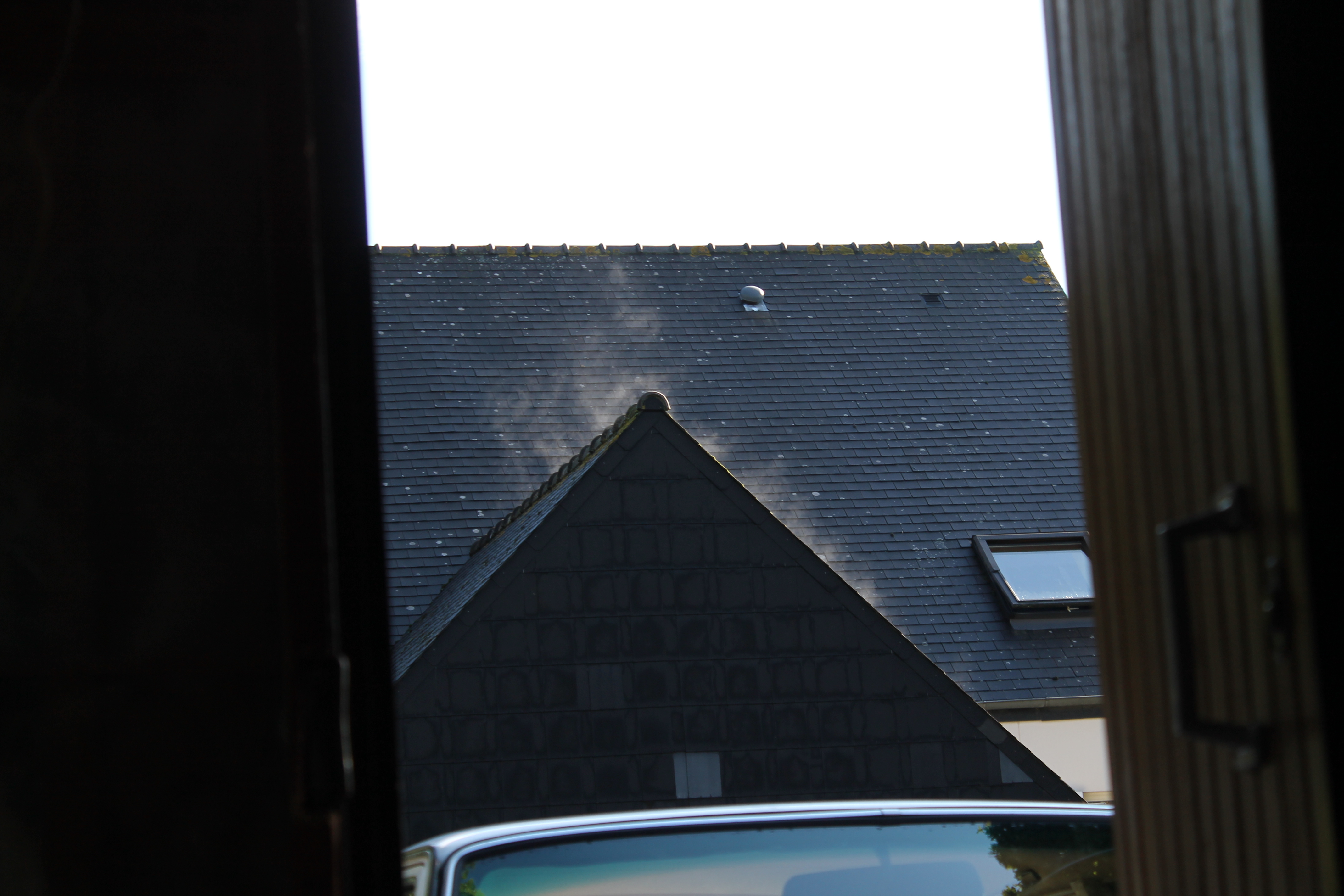
Évaporation de l'eau de pluie sur un toit.

L'évaporation est le passage d'un liquide de l'état liquide à l'état gazeux à sa surface, à une température inférieure à la température d'ébullition. Ce phénomène a pour effet d'absorber de l'énergie thermique, et donc de réduire la température des deux milieux en contact, ou de freiner leur échauffement par une source.

## Histoire
Le mot évaporation est emprunté au latin impérial evaporatio, -ionis.
Jusqu'à la fin du XVIIIe siècle, on s'intéresse à l'aspect thermodynamique du phénomène et Joseph Black met en évidence la notion de chaleur latente de vaporisation (1761).
John Dalton est le premier, en 1802, à donner une loi de vaporisation pour l'eau faisant intervenir la différence entre pression de vapeur saturante et pression partielle. Il publie ses travaux en même temps que ceux établissant la loi de Dalton sur les pressions partielles.
La dynamique du phénomène au niveau microscopique est établie par Heinrich Hertz en 1882 et Martin Knudsen (1909) et Irving Langmuir en 1917, conduisant à la loi connue aujourd'hui sous le nom de relation de Hertz-Knudsen.

## Phénoménologie

Processus microscopique d'évaporation et de condensation en surface de liquide.

L'évaporation d'un liquide se produit principalement lorsqu'une de ses surfaces est libre, c'est-à-dire qu'elle n'est pas enfermée par un autre liquide ou par un solide.
Sous l'action de la chaleur — c'est-à-dire l'énergie thermique sous forme d'agitation moléculaire ou rayonnements — contenue dans le liquide, quelques molécules de surfaces sont propulsées dans le gaz, gagnant ainsi en énergie cinétique. L'interface entre le liquide et le gaz est appelée couche de Knudsen. La quantité de liquide projetée dans l'air dépend de la température du liquide, de la quantité de liquide déjà présente dans l'air, ou saturation, et de la pression de vapeur saturante.
Dans un volume libre au-dessus d'un liquide formé de molécules d'une espèce chimique donnée, certaines molécules de cette espèce se trouvent alors sous forme gazeuse. À l'équilibre thermodynamique, la pression gazeuse obtenue définit la pression de vapeur saturante, qui dépend de la température. Si le liquide est constitué d'un mélange d'espèces, celles-ci se retrouvent dans le gaz avec des pressions partielles égales à la pression de vapeur saturante de chacune d'entre elles.
Lorsque la pression partielle de la vapeur dans le gaz est inférieure à la pression de vapeur saturante, une partie des molécules passe de la phase liquide à la phase gazeuse : c'est l'évaporation, qui demande de fournir la chaleur latente correspondante. Pour un système fermé, ceci a pour effet de refroidir le liquide.

### Influence de la lumière solaire («effet photomoléculaire»)
En 2019, on[Qui ?] a réussi à produire des aérogels extrêmement isolants thermiquement et quasiment invisibles (car laissant passer plus de 95 % de la lumière solaire), à partir de matériaux courants, non polluants et peu onéreux (silice essentiellement). Dans un capteur solaire thermique simple, un tel aérogel permet, sans lentilles ni miroir, d'atteindre des températures bien plus élevées qu'avec tous les matériaux antérieurs ; en outre, seul le séchoir à point critique nécessaire à la fabrication de l'aérogel est coûteux, mais indispensable à l'extraction des solvants du gel tout en préservant sa structure nanométrique. Il devient plus facile d'alimenter des processus industriels ou de transformation d'aliments nécessitant des températures de plus de 200 °C (392 degrés Fahrenheit) ; sur le toit d'un bâtiment du MIT, « un dispositif passif constitué d'un matériau sombre absorbant la chaleur recouvert d'une couche du nouvel aérogel a pu atteindre et maintenir une température de 220 °C, au milieu d'un hiver de Cambridge quand la température extérieure était de moins de 0 °C ».
Par ailleurs, des chercheurs ont incidemment observé que si de l'eau est contenue dans un hydrogel et exposée à une lumière verte ou à celle du soleil, elle s'évapore à un taux deux à trois fois plus élevé que ce qui est physiquement possible sous l'effet de la seule chaleur (limite thermique). « Bien que l'eau elle-même n'absorbe pas beaucoup de lumière, pas plus que l'hydrogel lui-même, lorsque les deux se combinent, ils deviennent de puissants absorbeurs, explique Chen. Cela permet au matériau d'exploiter efficacement l'énergie des photons solaires et de dépasser la limite thermique, sans avoir besoin de colorants foncés pour l'absorption ».
Ce phénomène pourrait aussi se produire dans d'autres configurations que celle de l'eau piégée dans un hydrogel et pourrait contribuer à la formation et à l'évolution du brouillard et des nuages. Ce phénomène n'est observé qu'à l'interface air-eau, où les photons semblent pouvoir arracher des faisceaux de molécules d'eau de la surface pour les faire passer dans l'air (à la surface de l'hydrogel dans les exemples précédents, mais possiblement, un phénomène similaire pourrait se produire à l'interface mer-air, dans les embruns, voire en surface des gouttelettes ou microgouttelettes d'eau des nuages ou du brouillard). On cherche déjà à intégrer ce paramètre dans les modèles climatiques et dans la recherche sur le dessalement dopé par l'énergie solaire ; il pourrait aussi améliorer certains processus de séchage.
Un prototype constitué de dix couches superposées d'évaporateurs et de condenseurs solaires plats, disposés en un réseau vertical et surmontés d'une isolation transparente en aérogel a été fabriqué et testé en Chine par des chercheurs du MIT et de de l'université Jiao-tong de Shanghai. Cet alambic solaire multicouche récupère efficacement l'énergie de condensation, améliorant considérablement l'efficacité globale de l'appareil : il semble ainsi possible d'augmenter jusqu'à trois ou quatre fois la quantité d'eau produite par un système passif de dessalement solaire, qui est actuellement de 1,5 gal/h/m2, soit 3,785 41 l/h/m2 de surface de collecte solaire. Le prototype, qui est une sorte d'alambic multicouche plat, a produit 5,78 ld'eau/m2/h en présence de soleil, soit 1,5 litre d'eau récupérée en 15 à 20 minutes, permettant un dessalement bon marché, capable de produire une eau potable en zone aride (le record précédent de dessalement passif solaire a été ici plus que doublé). En optimisant le design de l'appareil et en multipliant le nombre de couches, des rendements de 700 à 800 % pourraient être espérés ; environ un mètre carré pourrait alors répondre aux besoins en eau potable d'une personne, et les coûts de construction pourraient être abaissés à environ 100 $/m2. En outre, en utilisant judicieusement le changement de phase, ce phénomène pourrait aussi permettre un refroidissement solaire par évaporation. D'autres groupes de recherche tentent de reproduire ou d'améliorer ces résultats, qui ont d'abord suscité le scepticisme, tant ils étaient contre-intuitifs.

### Pour une seule espèce

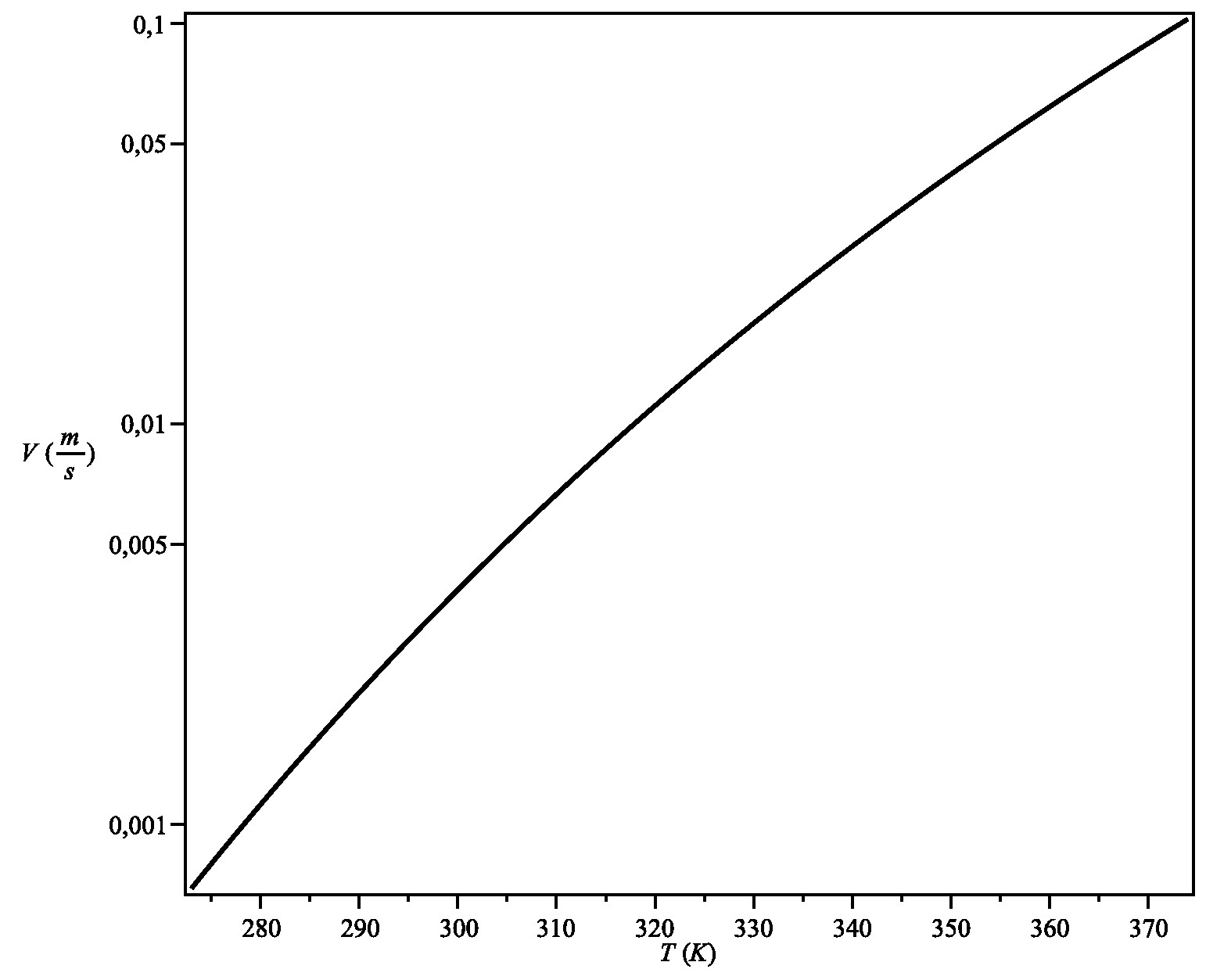
Vitesse d'évaporation de l'eau, surface balayée par une atmosphère neutre (pas d’ébullition,).

Dans le cas d'une unique espèce chimique, il n'existe pas au niveau microscopique de plan géométrique interfacial entre les deux milieux : les molécules de la région interne (le liquide) sont liées à leurs voisines dans une géométrie complexe. Si elles acquièrent une énergie cinétique suffisante du fait d'un apport d'énergie externe, l'enthalpie de vaporisation, elles peuvent se libérer dans le milieu adjacent nommé couche de Knudsen, qui forme une partie de la phase gazeuse dans laquelle le milieu est loin de l'équilibre thermodynamique. Au contraire, une molécule qui arrive au contact peut contracter une liaison qui en fera une partie du liquide.
Ce mécanisme est décrit par la relation de Hertz-Knudsen, donnant le débit massique par unité d'aire de l'interface au niveau macroscopique :
{\displaystyle {\dot {m}}=\alpha \;{\sqrt {\frac {M}{2\pi RT}}}\,\left(p_{s}-p\right)}
où {\displaystyle \textstyle p} est la pression, {\displaystyle \textstyle p_{s}} la pression de vapeur saturante, {\displaystyle \textstyle M} la masse molaire et {\displaystyle \textstyle \alpha } un coefficient d'efficacité du phénomène dépendant de l'espèce et de la température {\displaystyle \textstyle T} (coefficient de « collage », en anglais « sticking coefficient ») tel que {\displaystyle \textstyle 0<\alpha \leq 1}. {\displaystyle \textstyle R} est la constante universelle des gaz parfaits. {\displaystyle \textstyle \alpha } peut prendre des valeurs comprises dans une large plage, d'une valeur proche de l'unité pour les métaux à des valeurs de l'ordre de 0,01 à 1 pour des liquides. La valeur pour l'eau est voisine de l'unité.
L'équilibre, correspondant à un débit nul, est atteint lorsque {\displaystyle \textstyle p=p_{s}}. La condensation correspond à un débit négatif. Condensation et évaporation ne sont donc qu'un seul phénomène physique et ne diffèrent que par leur bilan final.

### Pour plusieurs espèces
Pour un milieu formé de plusieurs espèces dont les potentiels d'interaction en phase liquide sont semblables entre eux et avec les autres composants, la loi de Hertz-Knudsen reste valide pour chaque constituant en multipliant sa pression de vapeur saturante par sa fraction volumique dans le liquide, conformément à la loi de Raoult, et en remplaçant la pression par la pression partielle. Ceci suppose que le milieu gazeux se comporte comme un mélange de gaz parfaits obéissant à la loi de Dalton,.
Ceci n'est pas toujours vrai, en particulier dans le cas d'espèces liquides dissoutes dans un solvant pour lesquelles les liaisons polaires avec le solvant diminuent la pression de vapeur d'équilibre. On parle alors d'une diminution d'activité chimique liée au solvant.

### Problèmes couplés
Il existe beaucoup de problèmes où l'évaporation est couplée à un autre phénomène modifiant le milieu gazeux. Il peut s'agir de diffusion comme dans l'évaporation d'un nuage de gouttes dans les problèmes de combustion interne ou de l'évaporation en milieu poreux comme le séchage. Il peut également s'agir de convection comme dans les problèmes d'évaporation de surfaces d'eau (mers, lacs).
Dans tous les cas l'apport (ou non) d'énergie joue un rôle primordial dans l'évolution du phénomène qui est endothermique. Par exemple l'évaporation de 1 gramme d'eau à 25 °C nécessite environ 2 400 joules (580 calories), soit la même énergie que pour élever la température de 580 grammes d'eau de 1 °C.

### Différences entre évaporation et ébullition
L'ébullition se produit lorsque la pression de vapeur saturante devient supérieure à la pression totale initiale du milieu. Il y a alors emballement du phénomène de changement de phase avec augmentation de la surface interfaciale par création de bulles.
L'évaporation est donc un phénomène surfacique où les molécules à la surface passent progressivement d'un état à l'autre alors que l'ébullition est un phénomène volumique (les bulles naissent dans le liquide).

## Évaporation de l'eau
Dans le cycle de l'eau, indispensable à la vie sur Terre, l'eau liquide s'évapore, se recondense en nuage, puis retombe en pluie ou neige. On parle d'évaporation pour l'eau des océans et des lacs, ainsi que des sols, et plus particulièrement d'évapotranspiration pour la transpiration des plantes et l'évaporation au niveau des sols.
Le rayonnement solaire et le vent (par convection) sont les deux principales sources d'énergie de l’évaporation de l’eau. L'évaporation demande en général une importante quantité d'énergie (l'enthalpie de vaporisation), ce qui permet par exemple la régulation de température chez les homéothermes par transpiration et évaporation de la sueur, ou encore le rafraîchissement d'une cruche en terre, ou de l'air par nébulisation (aérosol d'eau).

Évaporation par mois et par couverture du sol en Allemagne, années 1893-2014.

Chez les plantes, la transpiration végétale est essentielle pour le transport des nutriments. En effet, grâce aux liaisons hydrogène, les molécules d'eau fonctionnent comme une chaîne, se « tirant » les unes les autres. Ainsi, l'eau qui est puisée dans les racines de la plante est transportée jusqu'aux feuilles grâce à la propriété de la cohésion de l'eau et des cellules conductrices végétales.